# Железнов, Юрий Дмитриевич
Юрий Дмитриевич Железнов — ректор МИСиС (1986—1992), ректор Липецкого политехнического института (1973—1986) лауреат Государственной премии СССР, доктор технических наук, профессор.

## Биография
Родился 2 марта 1935 года в Москве. 
Окончил Московский институт стали и сплавов (МИСиС) (1958), там же защитил кандидатскую диссертацию (1961) и начал преподавательскую деятельность: ассистент, зав. научной лабораторией оптических методов исследования напряжений, старший преподаватель, доцент.
В 1969—1986 годы сначала руководитель Липецкого филиала МИСиС, а с 1973 года ректор созданного на его базе Липецкого политехнического института.
В 1986—1992 годах — ректор МИСиС. В 1988—1993 годы также возглавлял кафедру Пластической деформации специальных сплавов.
Доктор технических наук (1972, тема диссертации «Прокатка тонких листов и полос»). Профессор (1973).
Начиная с 1990-х годов тесно сотрудничал с Политехническим музеем, входил в состав ученого совета музея.
Увлекался философией. С сентября 2003 года профессор кафедры социальной и политической философии в Московском гуманитарном университете.
Государственная премия СССР 1974 года - за внедрение систем управления процессом тонколистовой прокатки.
Награждён орденом «Знак Почета» (1974).
Заслуженный деятель науки и техники РСФСР (1985). Почётный работник высшего и среднего специального образования РФ (2002).